# آرلن اسکارپتا
آرلن اسکارپتا (به انگلیسی: Arlen Escarpeta) (زاده ۹ آوریل ۱۹۸۱) بازیگر اهل بلیز است.
از فیلم‌های معروف او می‌توان به بازی در فیلم مقصد نهایی ۵ اشاره کرد.